# Sovana rosso riserva Aleatico
Il Sovana rosso riserva Aleatico è un vino prodotto nei territori comunali di Sorano, Pitigliano e Manciano, all'estremità sud-orientale della provincia di Grosseto, nel cuore dell'area del tufo.

## Invecchiamento
Il disciplinare prevede un obbligo di invecchiamento di 30 mesi.